# Pedicularis cacuminidenta
Pedicularis cacuminidenta är en snyltrotsväxtart som beskrevs av Takasi Takashi Yamazaki. Pedicularis cacuminidenta ingår i släktet spiror, och familjen snyltrotsväxter. Inga underarter finns listade i Catalogue of Life.